# Marcel Breuer
Marcel Lajos Breuer (Pécs, 21 mei 1902 – New York, 1 juli 1981) was een Amerikaanse architect, meubelontwerper en interieurarchitect van Hongaarse afkomst.

## Biografie

### Opleiding
Breuer werd geboren op 21 mei 1902 in de Hongaarse stad Pécs. In 1920 vertrok hij met een studiebeurs naar de kunstacademie van Wenen, maar hij was niet tevreden met de opleiding. Hij werkte nog enkele weken bij een architect, maar vertrok naar Duitsland toen hij via Fréd Forbát over het kort daarvoor opgerichte Bauhaus hoorde.
In 1920 startte Breuer aan het Bauhaus als leerling op de timmermansafdeling. In 1921 ontwierp hij de Afrikaanse stoel en in het daarop volgende jaar, 1922, de houten lattenstoel. Deze laatste stoel wordt beschouwd als een van de belangrijkste producten van het Bauhaus. In 1923 was hij betrokken bij de inrichting van het experimentele huis Haus am Horn, dat ontwikkeld was voor de Bauhaus-tentoonstelling van dat jaar. Hij ontwierp en maakte enkele meubels voor de woonkamer en de slaapkamer, waaronder de kaptafel waarmee hij in 1924 afstudeerde. De meeste meubels, die Breuer tussen 1921 en 1925 ontwierp tonen een geestelijke verwantschap met het werk van de Nederlandse meubelmaker Gerrit Rietveld.

### Carrière
Nadat Breuer in 1924 korte tijd werkzaam was bij Pierre Chareau in Parijs, keerde hij in 1925 terug naar het Bauhaus om aan de slag te gaan als hoofd van de meubelafdeling. In datzelfde jaar produceerde hij zijn eerste stalen-buismeubel: de Wassily-stoel of B3-stoel. Op deze stoel volgden diverse meubelen in dezelfde techniek en met hetzelfde materiaal. Deze meubelen werden gemaakt door onder meer Standard-Möbel (1927) en Michael Thonet (1928/29). In de daaropvolgende jaren was Breuer betrokken bij de inrichting van en meubelontwerpen voor de Masters' Houses en andere schoolgebouwen van het nieuwe Bauhaus-complex te Dessau.
In april 1928 vertrok Breuer, tegelijk met Walter Gropius, bij het Bauhaus. Hij opende een architectenbureau in Berlijn. In deze periode was hij met name actief als meubelontweper en interieurvormgever. Zijn architectuurontwerpen werden nog niet uitgevoerd. Toen hij in de jaren dertig minder opdrachten ontving, reisde hij naar onder meer Griekenland, Spanje en Noord-Afrika.
In 1932 werd de bouw van het Harnischmacher House in Wiesbaden gerealiseerd als eerste architectuurproject van Breuer. In 1934 volgden de Doldertal-huizen in Zürich, die hij gezamenlijk met Alfred en Emil Roth had ontworpen. In dezelfde periode werkte Breuer aan aluminium meubelen. In 1933 won hij in Parijs een prijs voor zijn ontwerpen, die in 1934 in productie werden genomen.
In 1935 vertrok Breuer vanwege zijn Joodse afkomst noodgedwongen naar Londen. Hier opende hij samen met F.R.S. Yorke een architectenbureau. In het Gane Paviljoen (1936) in Bristol combineerde Breuer voor het eerst traditionele materialen - zoals steen en hout van lokale bronnen - met moderne elementen. Deze vormgeving karakteriseerde vanaf dat moment zijn huizen.
Twee jaar later, in 1937, vestigde Breuer zich definitief in de Verenigde Staten. Hij werd hoogleraar aan de School of Design van de Harvard-universiteit. Breuer werkte vanuit Cambridge intensief samen met Walter Gropius. Zij ontwierpen gezamenlijk enkele privévertrekken, waaronder het huis van Gropius zelf, en in 1939 het paviljoen van Pennsylvania op de New York World's Fair.
In 1941 begon Breuer een zelfstandige praktijk, die door de oorlogssituatie weinig succesvol was. In 1946 stopte hij als docent en vestigde zijn kantoor in New York. In de late jaren veertig en in de jaren vijftig voerde hij circa 70 opdrachten voor privéwoningen uit. Bij de meerderheid van deze opdrachten in New England werkte hij met dezelfde materialen en technieken. Nadat het New Yorkse MoMA in 1948 een reizende tentoonstelling over zijn werk had georganiseerd, werd Breuer in het daaropvolgende jaar gevraagd het 'House in the Museum Garden' te ontwerpen.
De samenwerking met Pier Luigi Nervi en Bernard Zehrfuss voor het ontwerp van het UNESCO-gebouw te Parijs (1953) leverde Breuer internationale erkenning als architect op. In datzelfde jaar ontwierp hij in samenwerking met Elzas het gebouw van De Bijenkorf in Rotterdam. In navolging van Le Corbusier werkte Breuer in deze periode vooral met beton om zo monumentale en sculpturale vormen te kunnen benadrukken. Andere gebouwen van zijn hand zijn het Whitney Museum of American Art in New York en de Amerikaanse ambassade (Den Haag). Breuers bureau, Marcel Breuer and Associates, werkte vanaf dit moment herhaaldelijk aan projecten op grote schaal in Europa en de Verenigde Staten. Het bureau had in deze periode ook een vestiging in Parijs. In de jaren vijftig en zestig werd  Breuer internationaal bewonderd en was hij een van de meest succesvolle architecten van zijn tijd.
Marcel Breuer stierf op 1 juli 1981 op 79-jarige leeftijd in New York.

## Belangrijkste meubelontwerpen
- Afrikaanse stoel, 1921
- Houten lattenstoel, 1922
- Wassily-stoel (B3-stoel), 1925
- Thonet-stoel (B9), 1928
- Cesca-stoel, 1928
- Isokon Long Chair, 1935-1936

### Galerij

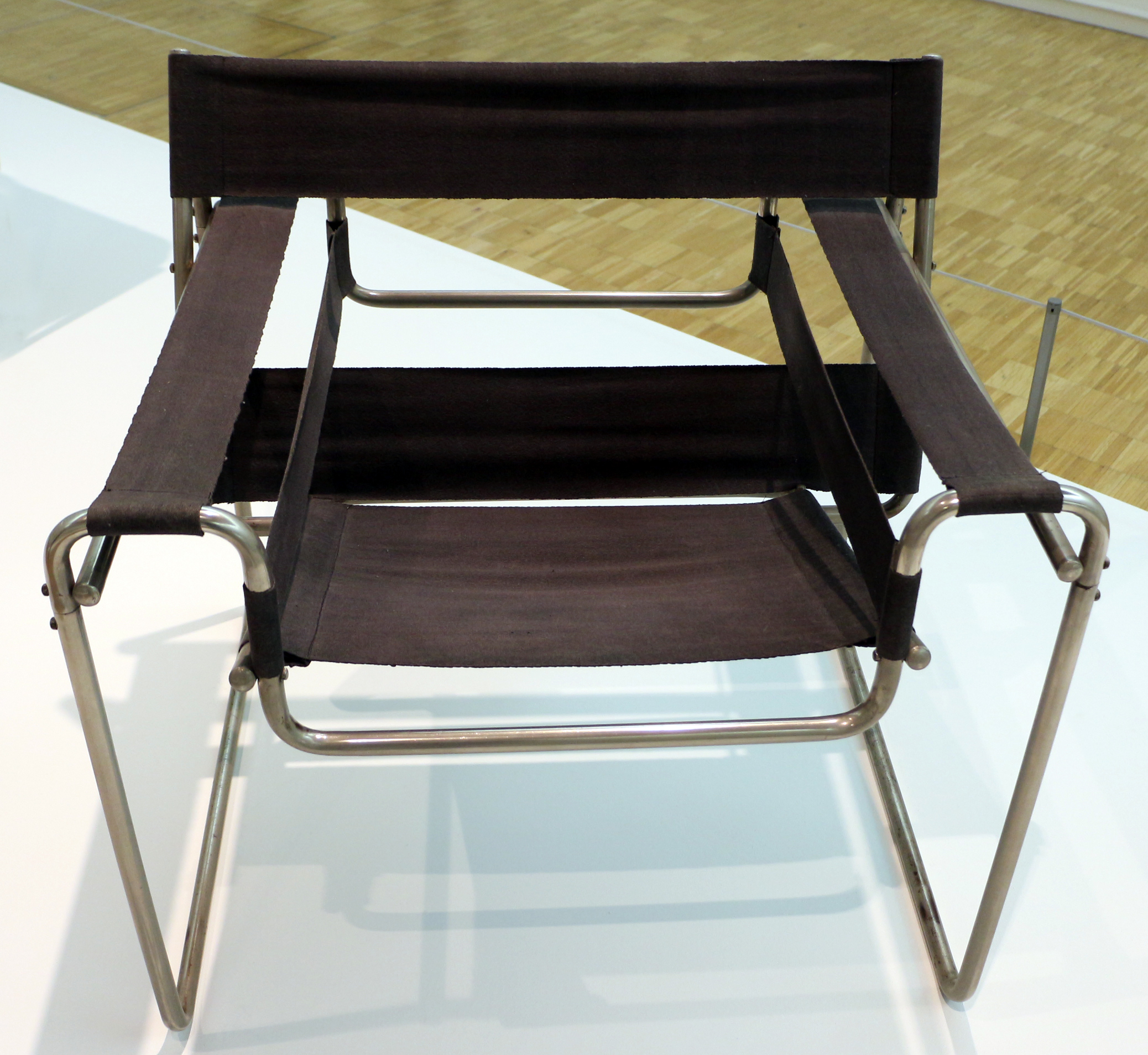
Wassily-stoel
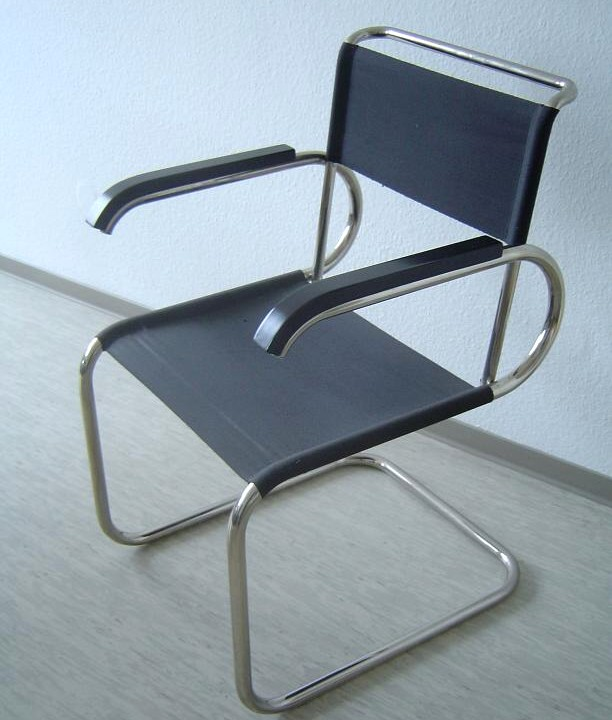
B55, naar een ontwerp van Mart Stam
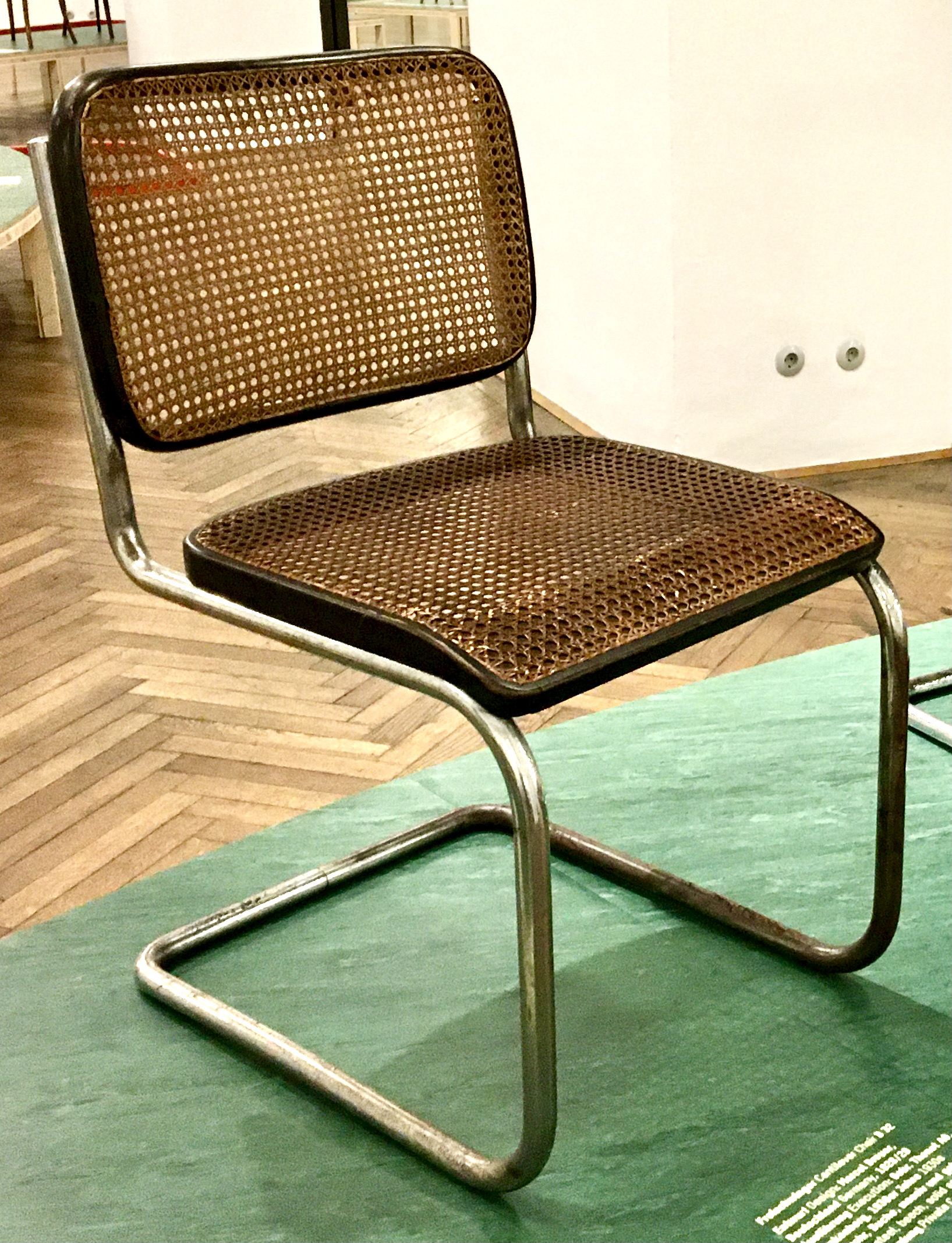
Thonet-stoel
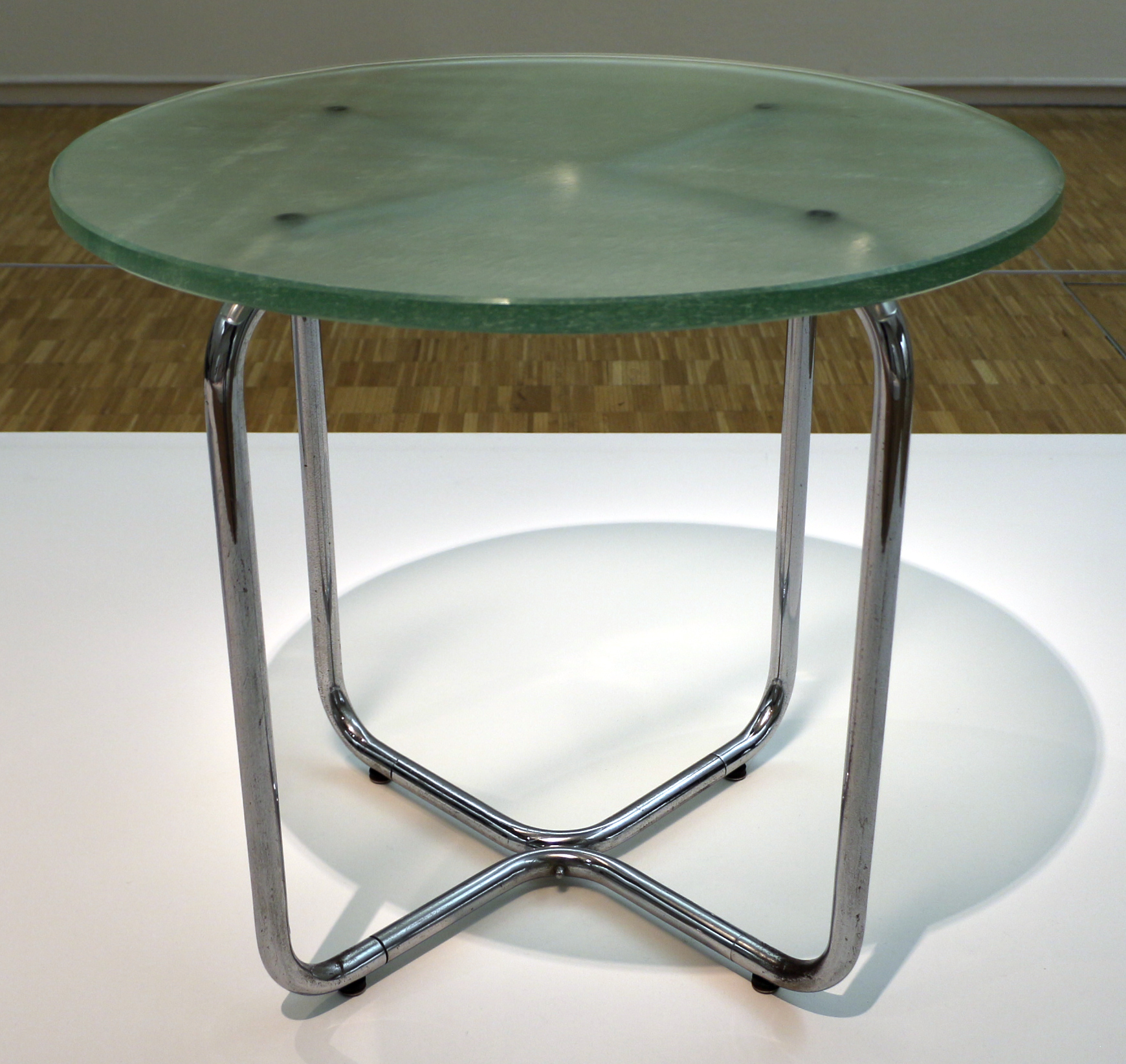
Tafel B27
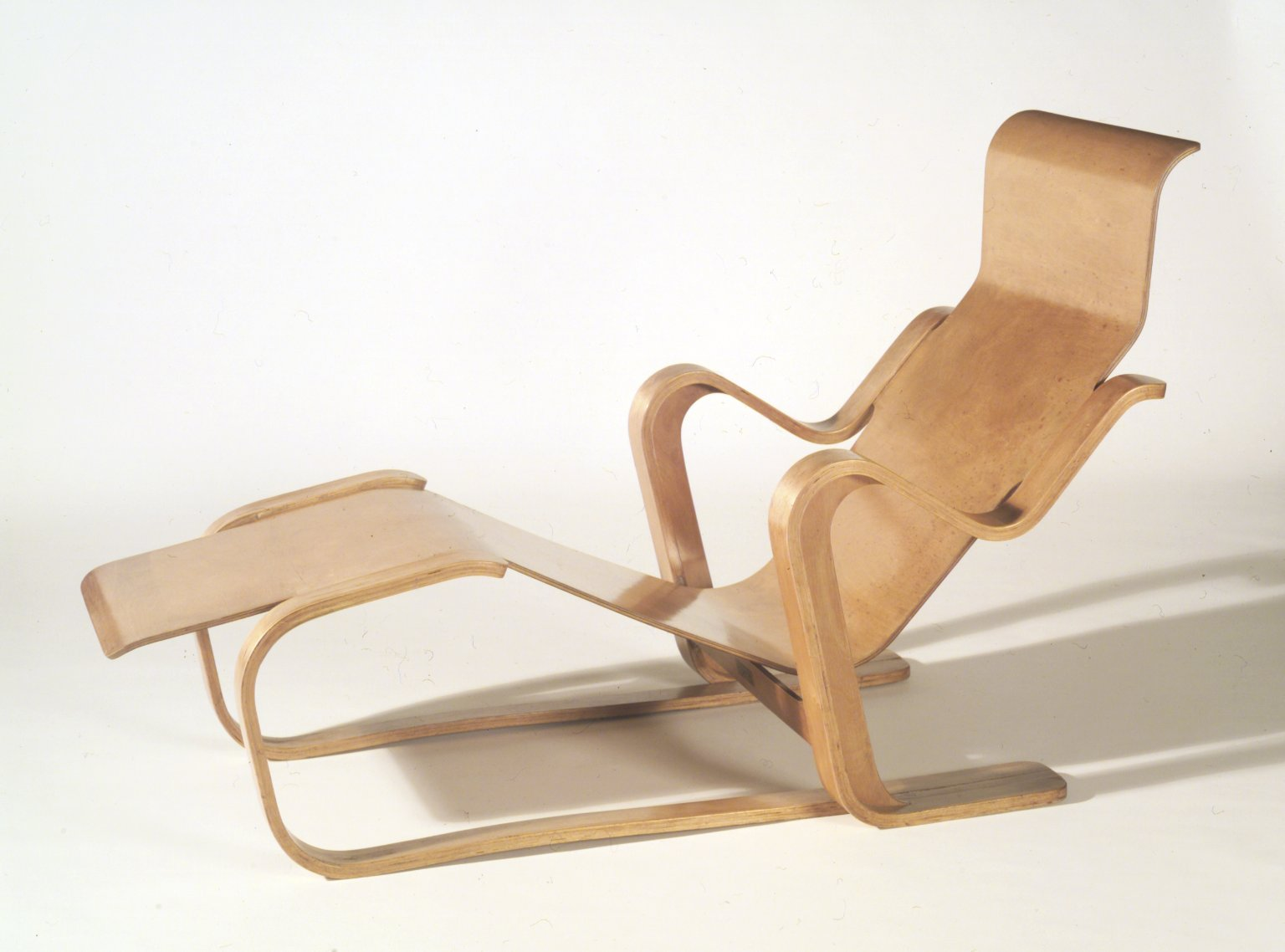
Isokon Long Chair

## Selectie van architectonische werken[3]
- Breuer Huis I te Lincoln, Massachusetts, 1938-1939
- Geller Huis II en II te Long Island, 1944-1946
- Breuer Huis II te New Canaan, Connecticut, 1947-1948
- UNESCO hoofdkwartier te Parijs, 1952-1958
- Klooster van de zusters van St. Benedict te Bismarck, North Dakota, 1954-1963
- Ski resort te Flaine, Frankrijk, 1960-1976
- Abdij en universiteit van St. John te Collegeville, Minnesota, 1953-1961
- IBM research center te La Gaude, Frankrijk, 1960-1962
- Kerk van St. Francis de Sales te Muskegon, Michigan, 1960-1966
- Whitney Museum of American Art, tegenwoordig de 'Met Breuer' genoemd, te New York, 1963-1966

### Galerij

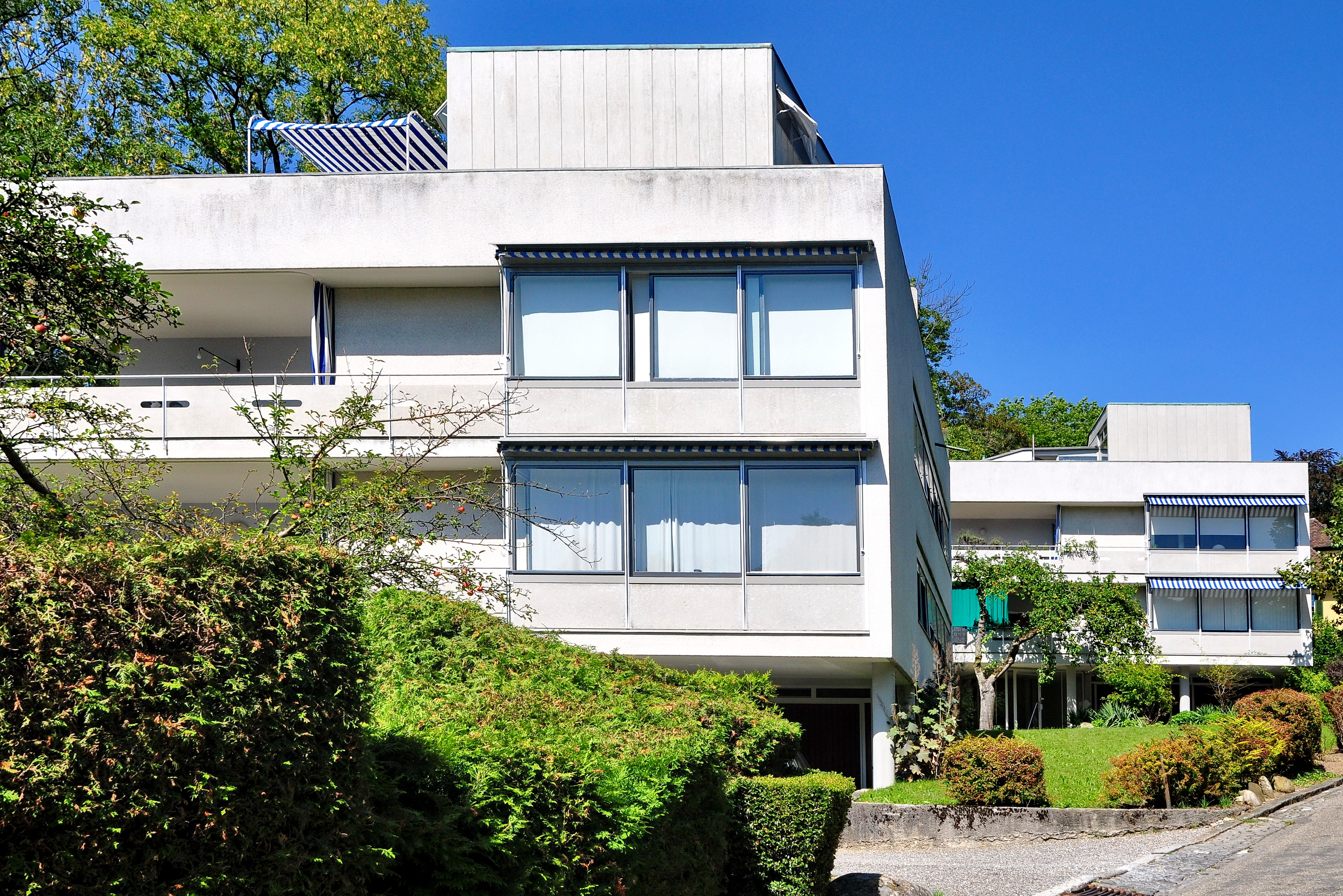
Doldertalhuizen, Zürich i.s.m. Alfred en Emil Roth, 1933-1936
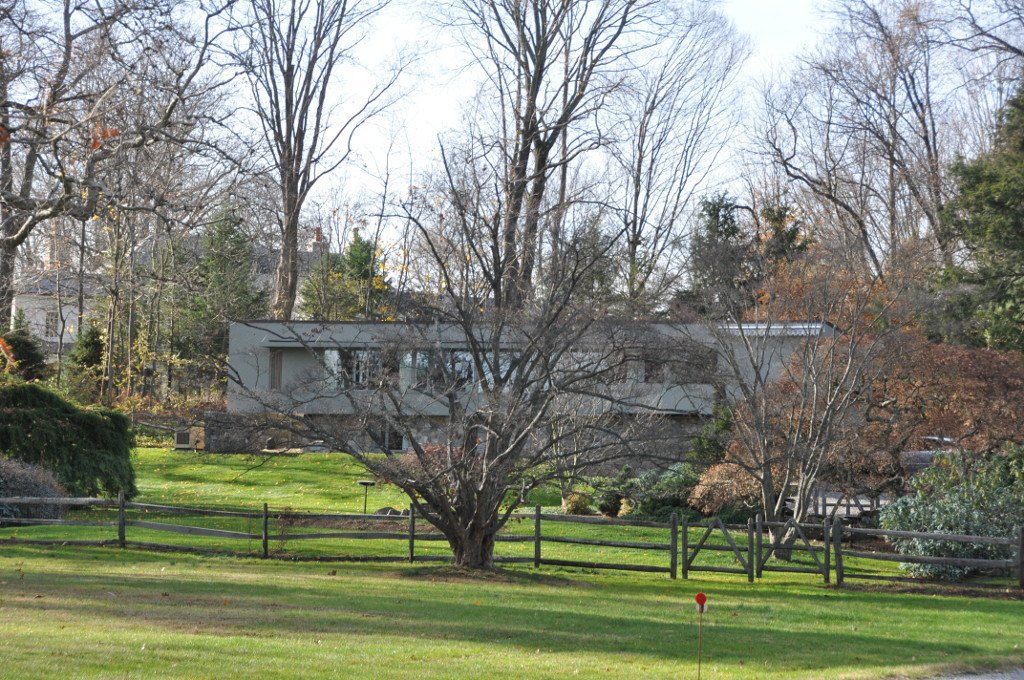
Breuer Huis II New Canaan, Connecticut, 1947-1948
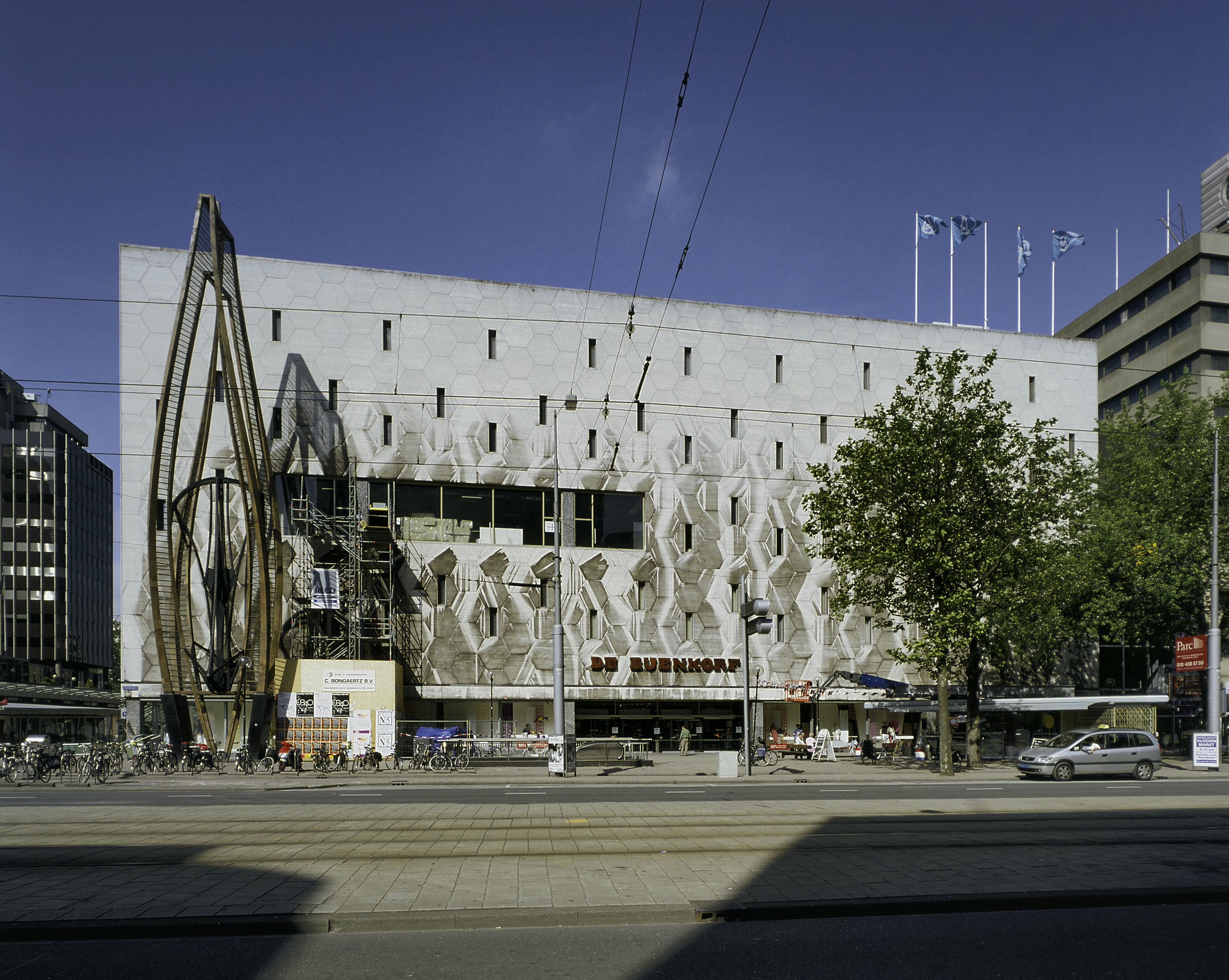
De Bijenkorf, Coolsingel, Rotterdam, 1955-1957
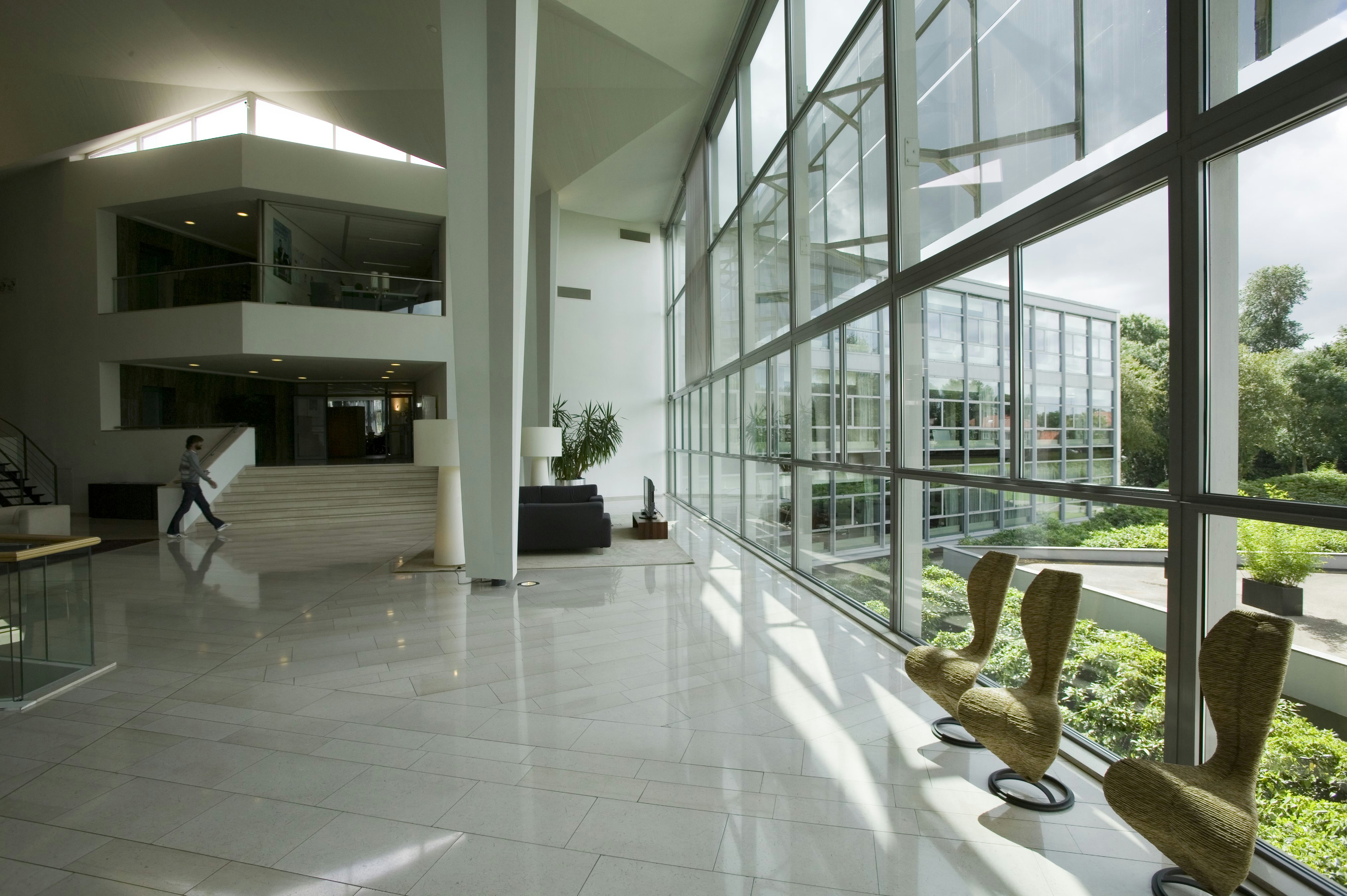
Kantoorgebouw Van Leer in Amstelveen 1957-1958
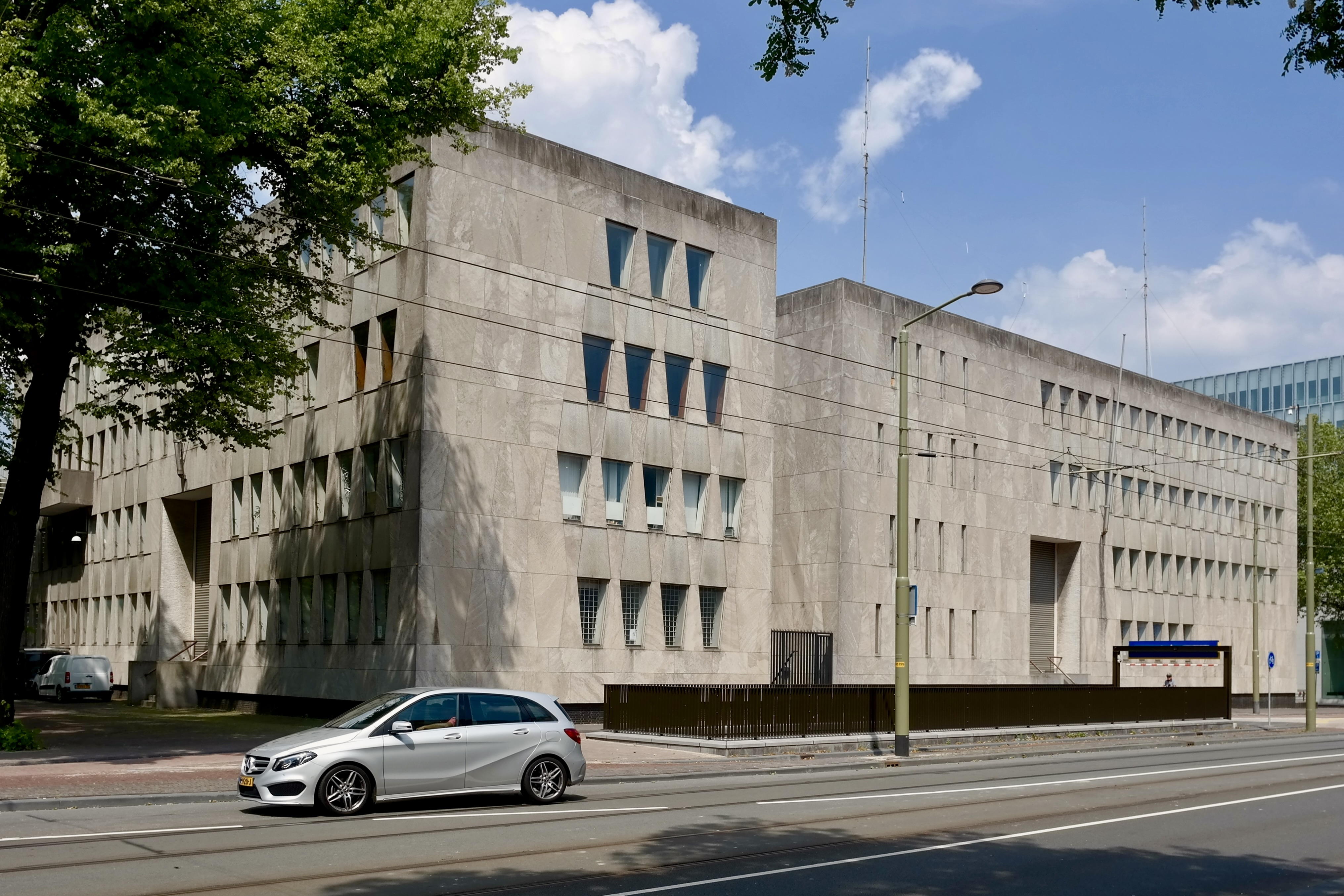
Voormalige Amerikaanse ambassade, Lange Voorhout, Den Haag, 1956-1959
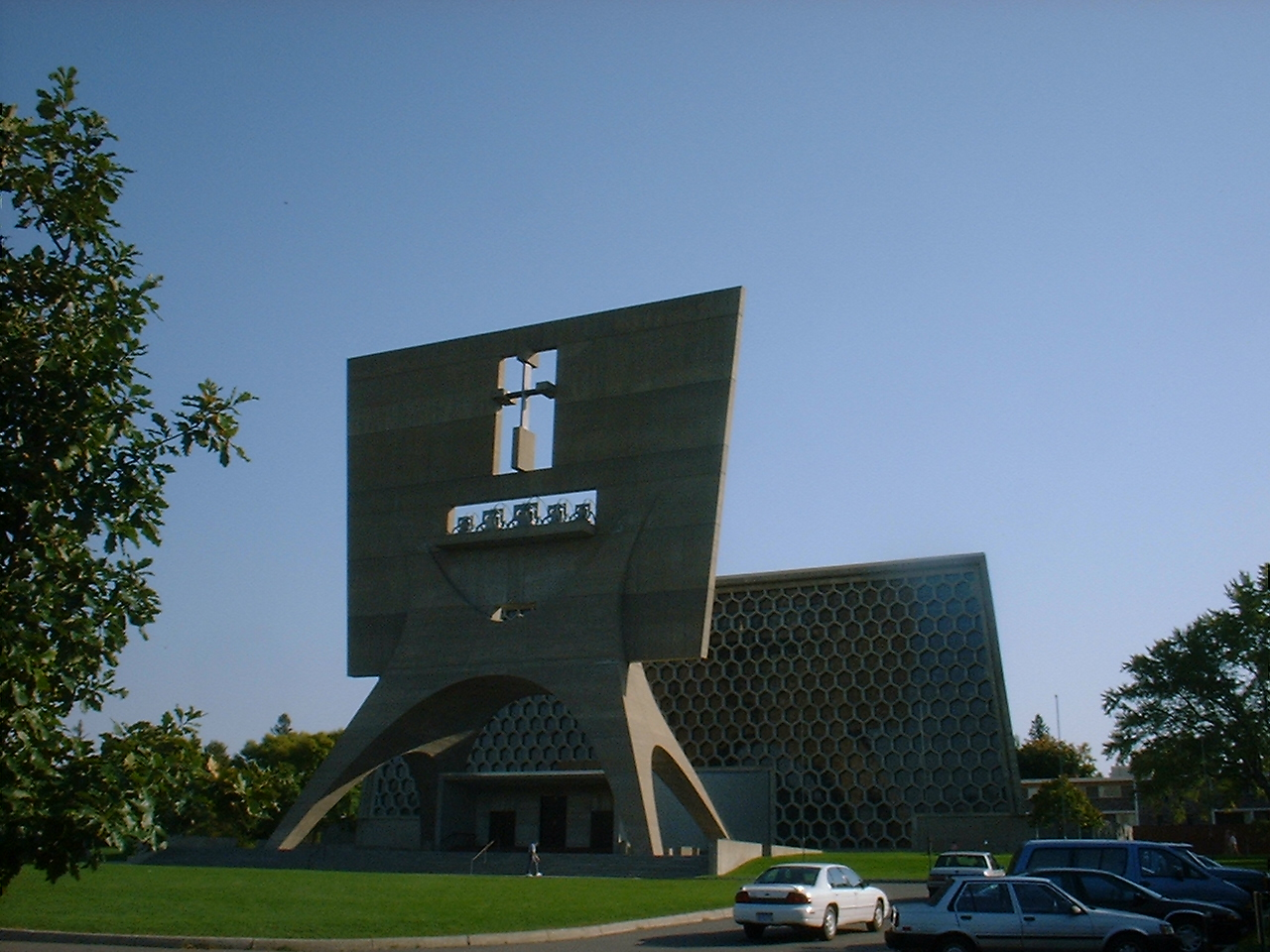
Saint John's Abbey Church en universiteit, Collegeville, Minnessota, 1953-1961
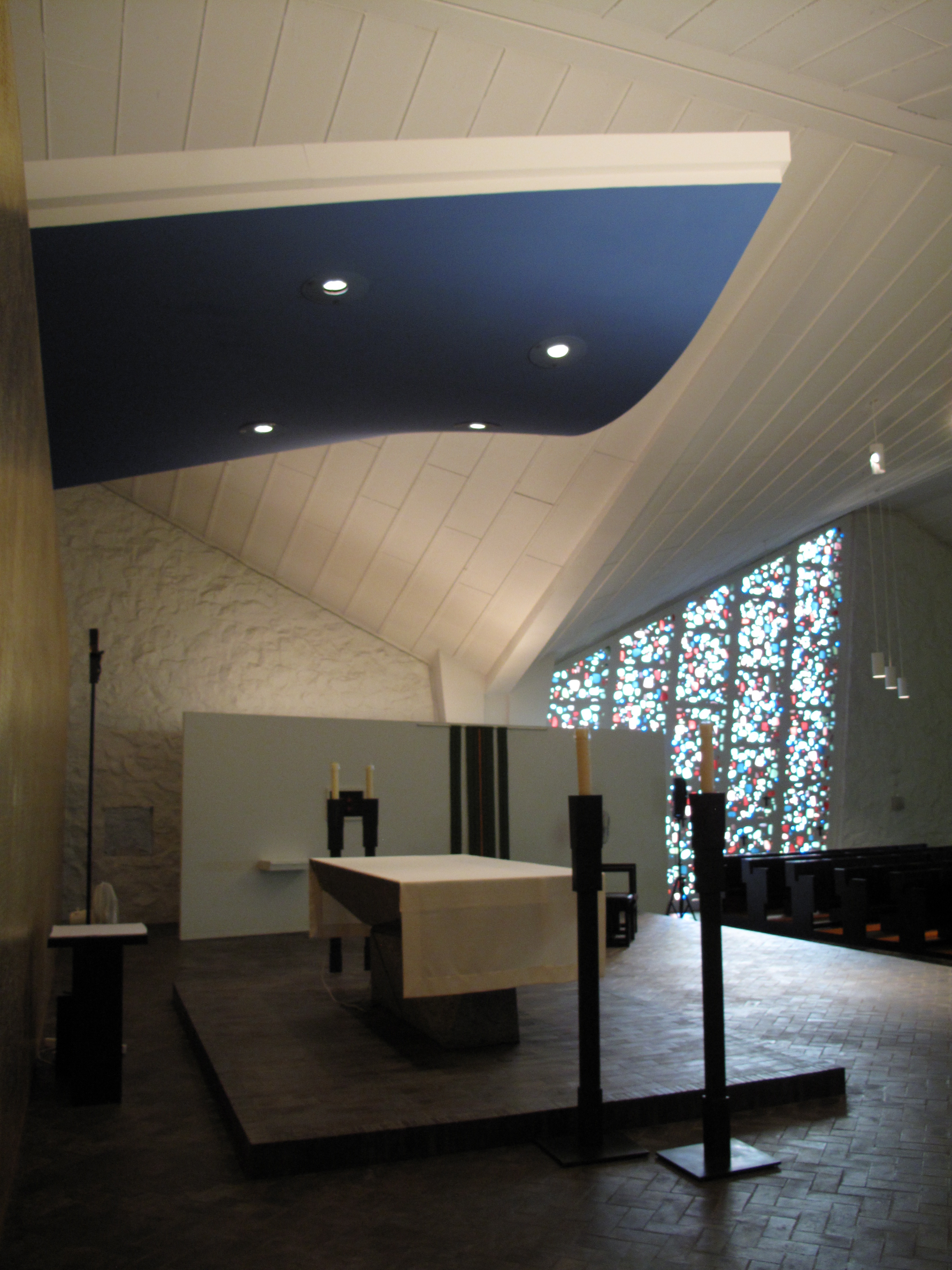
Klooster van de zusters van St. Benedict te Bismarck, North Dakota, 1954-1963
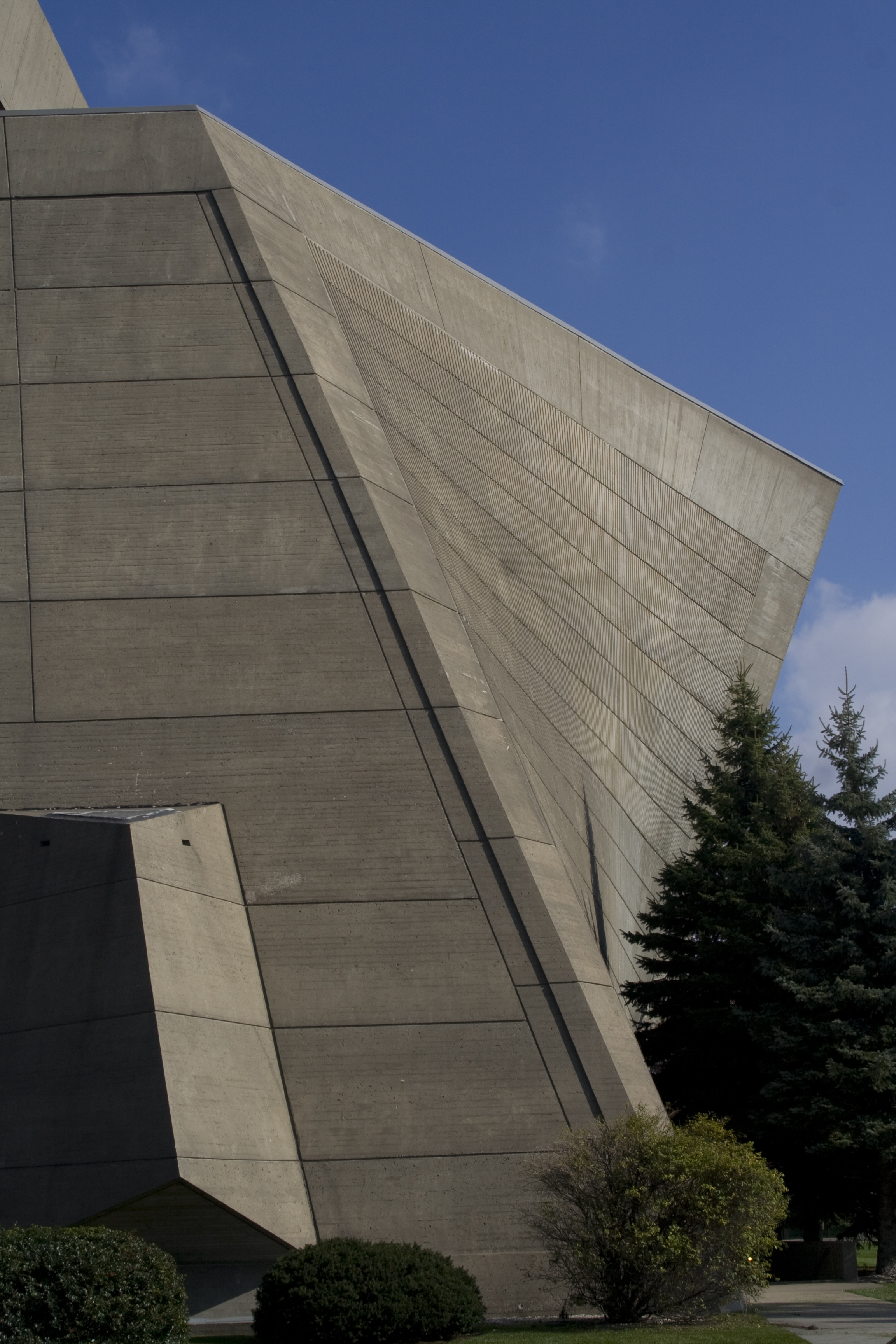
Saint Francis de Sales-kerk Muskegon, Michigan i.s.m. Herbert Beckhard, 1960-1966
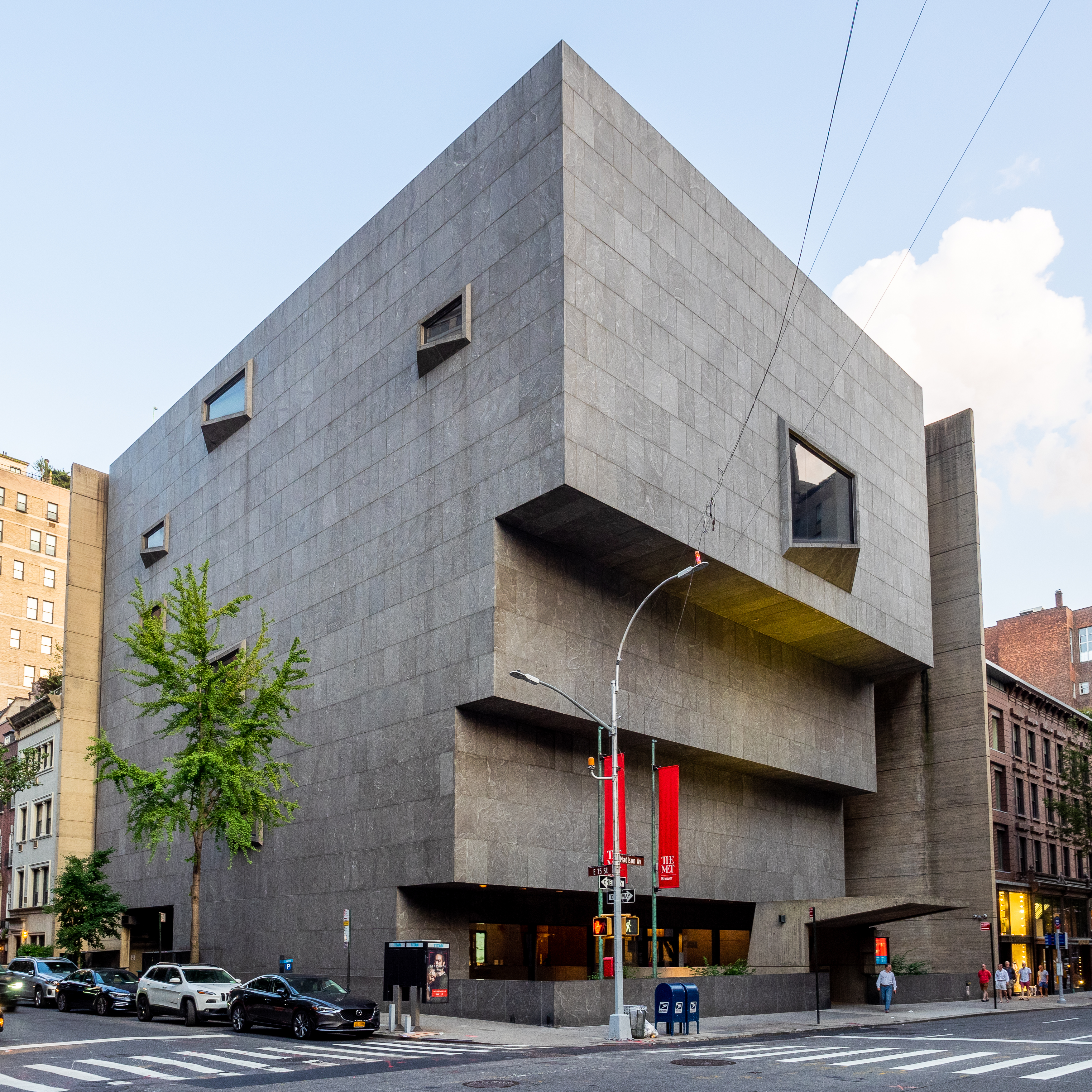
Whitney Museum of American Art New York , 1963-1966
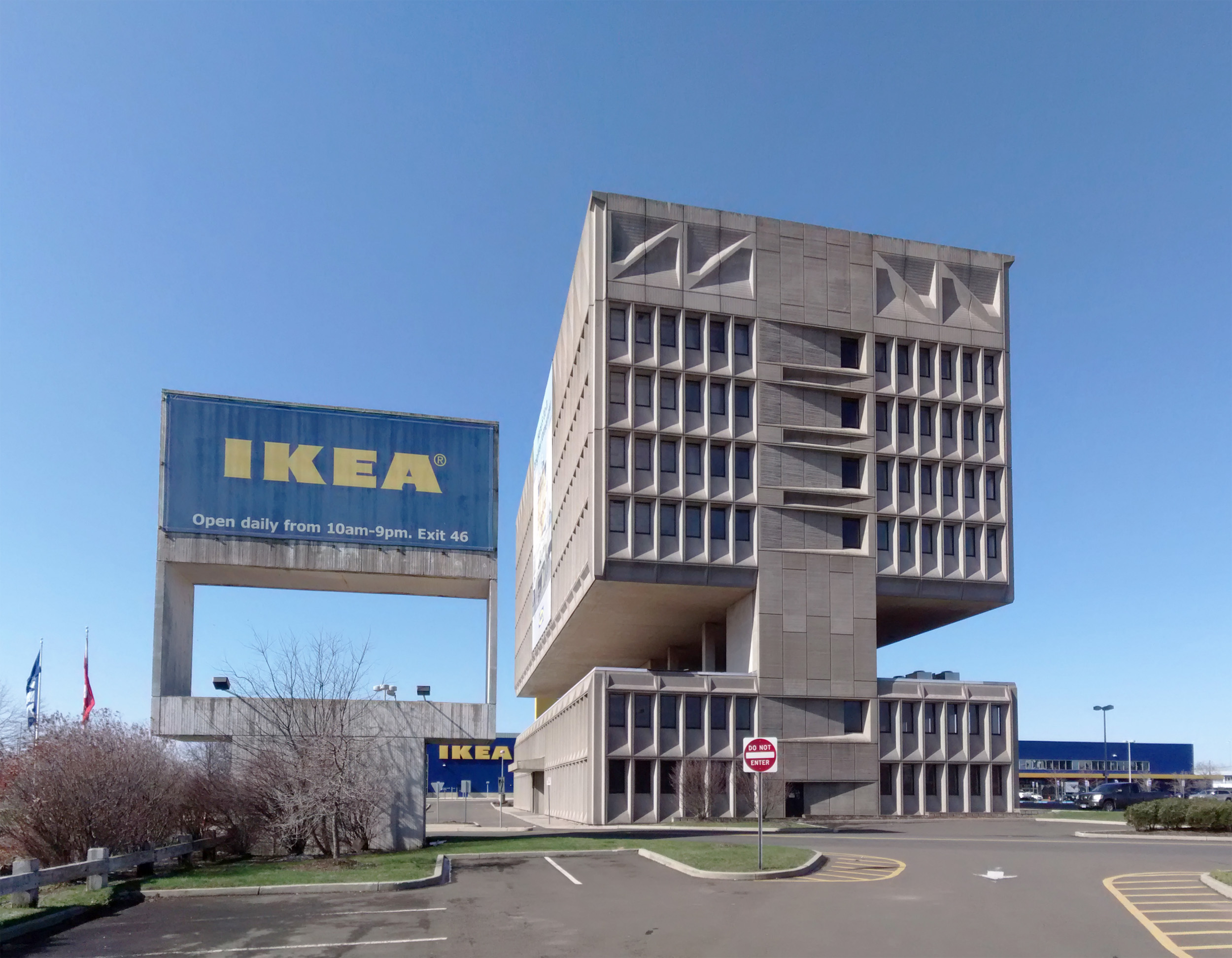
Pirelli-gebouw in New Haven, 1967-1970
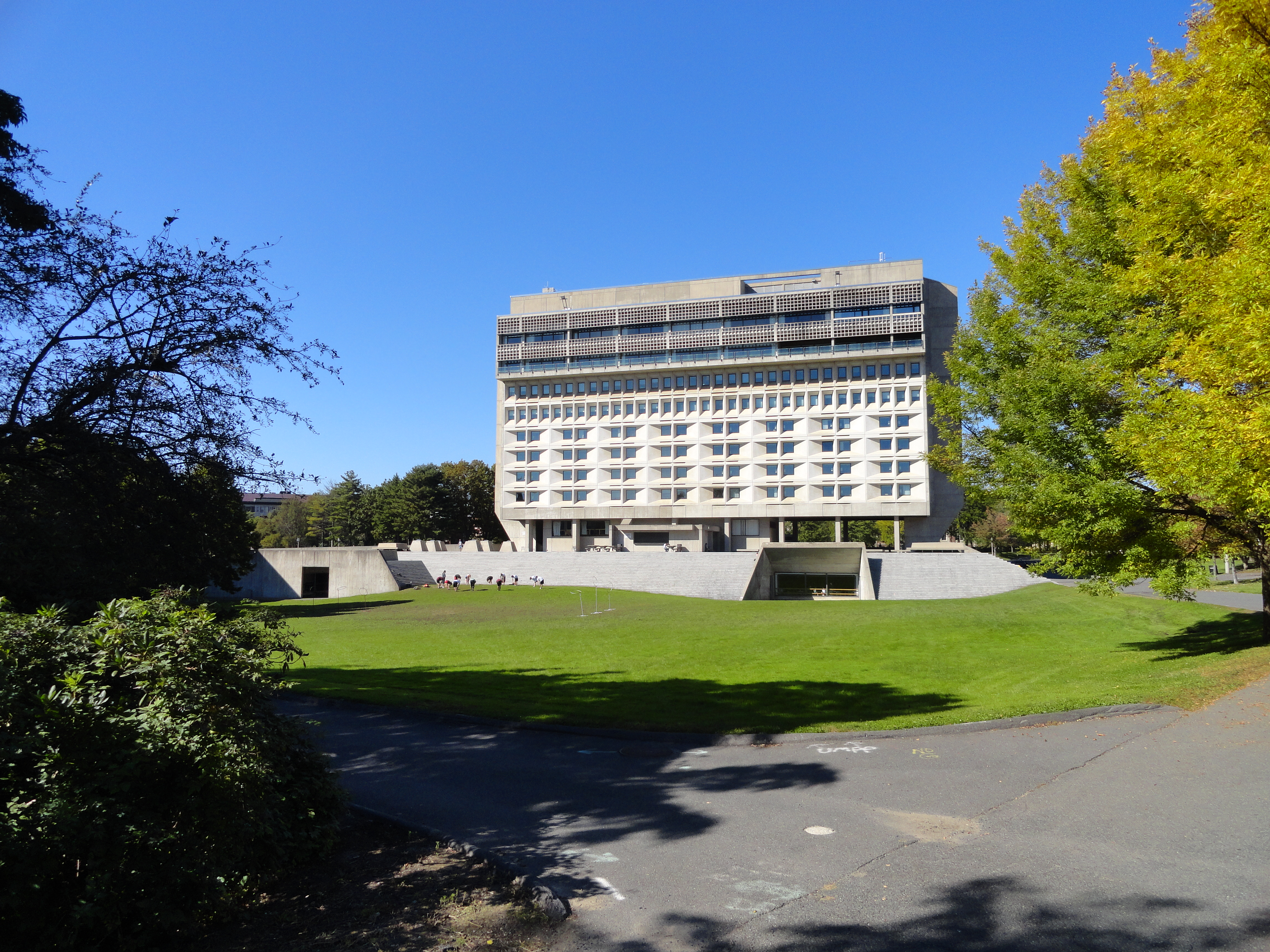
Lincoln Campus Center, Amherst, Massachusetts, 1965-1970
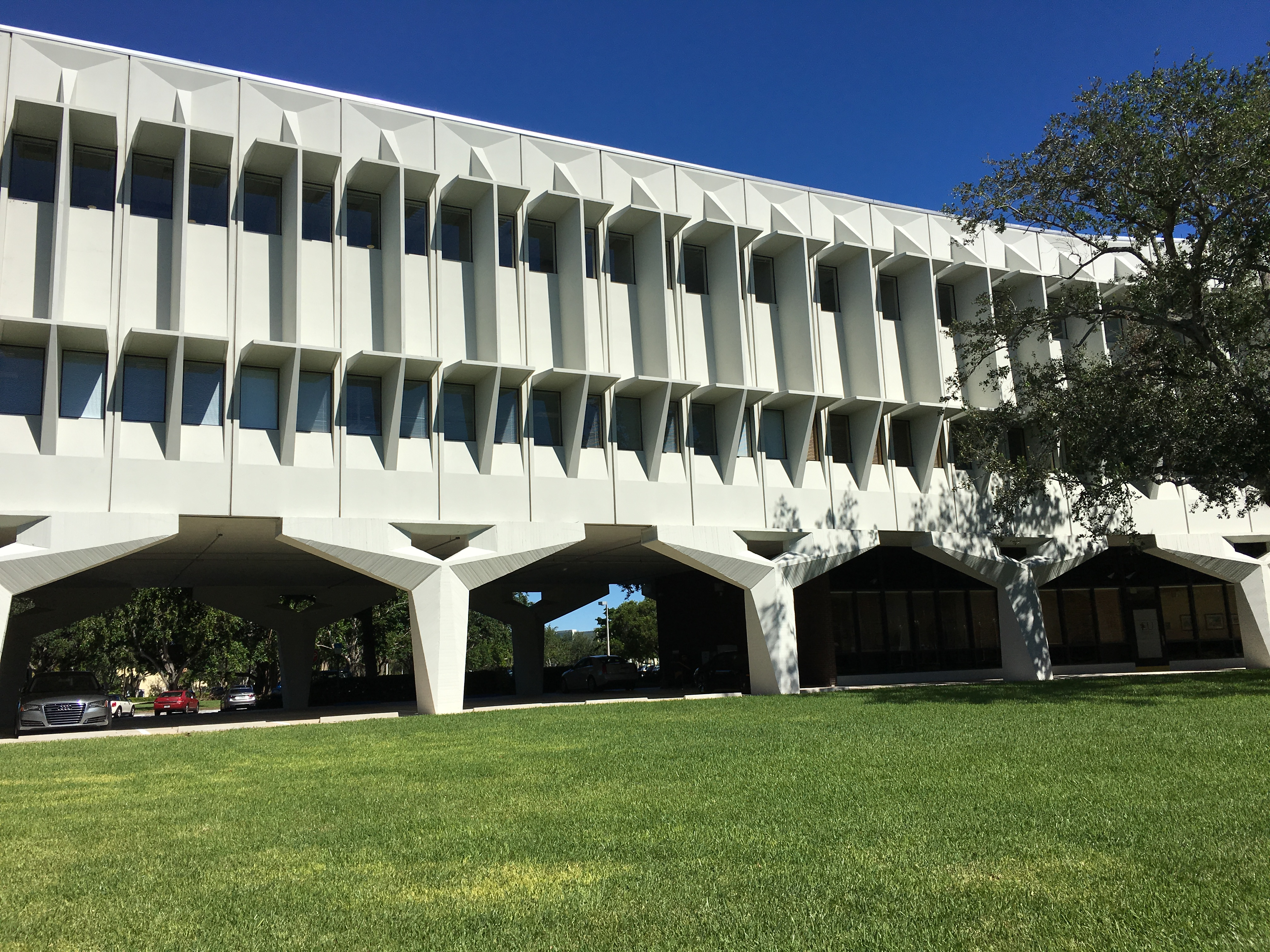
IBM-gebouw in Boca Raton, Florida, 1968-1970
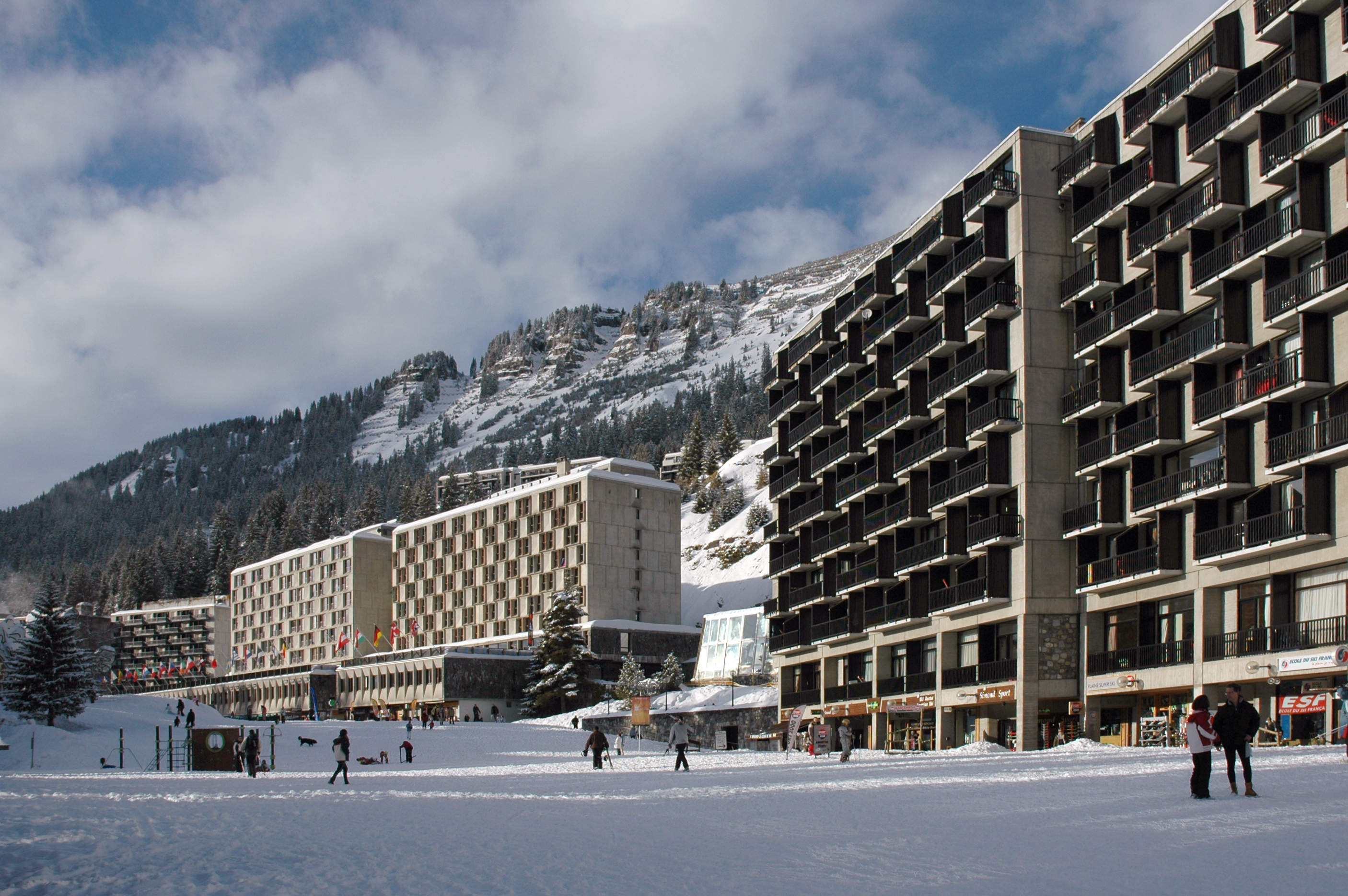
Modernistisch skidorp Flaine, 1960-1976
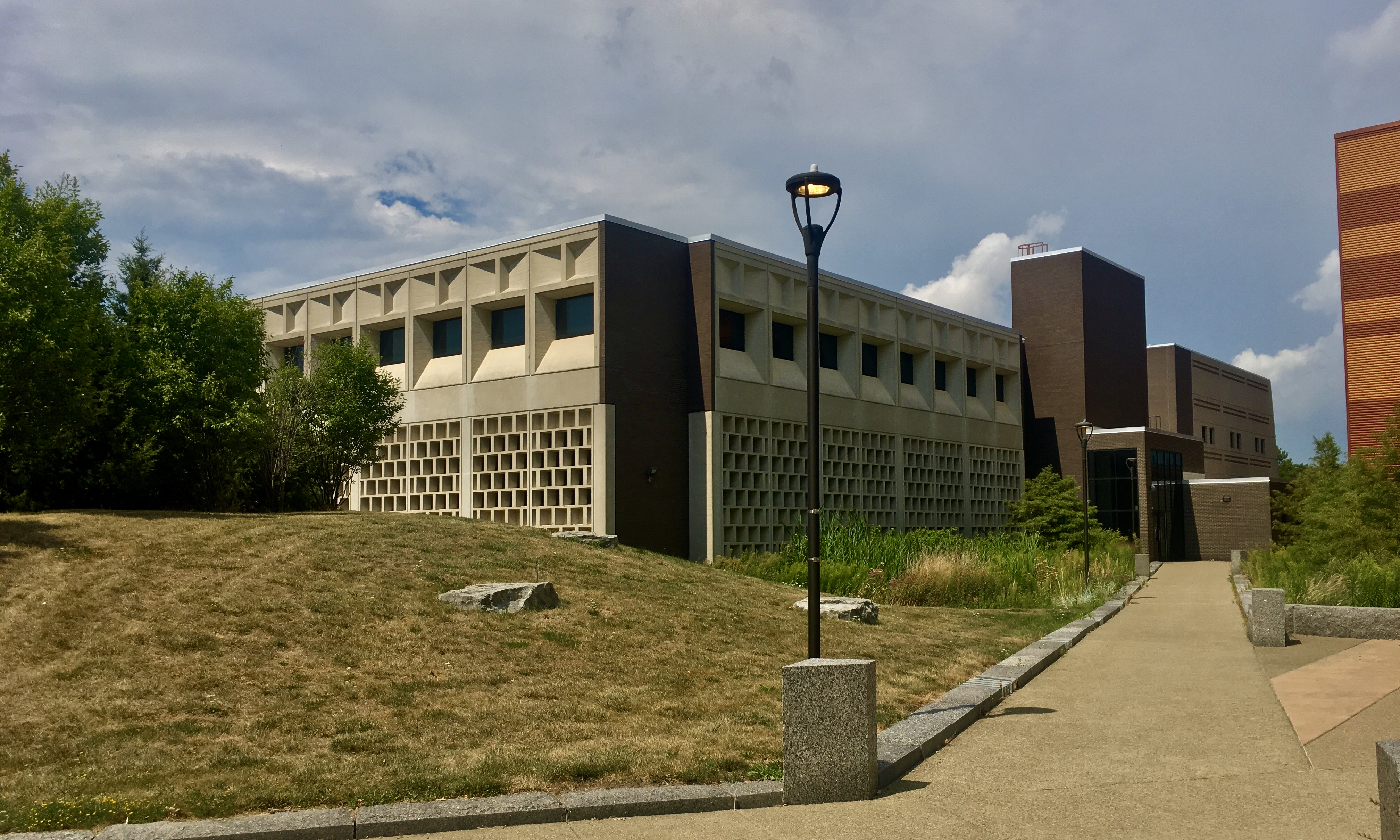
Ketter Hall, Universiteit van Buffalo Amherst, New York 1981